# Croix de la Vaillance (Grèce)
La Grèce a officiellement adopté le calendrier grégorien le 16 février 1923 (qui est devenu le 1er mars). Toutes les dates antérieures à cette date, sauf indication contraire, sont les anciennes.
La Croix de la Vaillance grecque, en grec moderne : Αριστείον Ανδρείας / Aristeíon Andreías, est la deuxième plus haute des décorations militaires de l'État grec (et jusqu'en 1974 la plus haute), décernée pour des actes de bravoure ou des qualités de chef, distinguées sur le champ de bataille. Elle est instituée à trois reprises, d'abord le 13 mai 1913, pendant les guerres balkaniques mais n'est décernée qu'en 1921, pendant la guerre gréco-turque de 1919-1922, puis le 11 novembre 1940, peu après le déclenchement de la guerre italo-grecque et enfin, en 1974. 

## Histoire
La récompense est établie par la loi ΓΡΣΗ/30-4-1913, comme un ordre honorifique plutôt qu'une simple médaille, mais n'est pas officiellement délivrée avant le décret royal du 21 mars 1921,. Les seules exceptions à cette règle sont le roi Constantin Ier, qui en tant que chef de l'Ordre portait la Croix de Commandeur et le vice-amiral Pávlos Koundouriótis, qui a reçu la Croix de Commandeur, du roi, le 15 octobre 1914.
La Croix de la Vaillance étant pratiquement disparue, pour les opérations de la Première Guerre mondiale, la participation grecque à l'intervention alliée dans la guerre civile russe et les premières étapes de la campagne d'Asie Mineure, la Croix de Guerre de 1917 (instituée à l'origine par le gouvernement de la Défense nationale pendant le schisme national) est décernée comme la plus haute récompense pour la bravoure et le commandement distingué. À cette fin, lorsque la Croix de la Vaillance est rétablie, en 1921, le décret royal permet aux récipiendaires de la Croix de Guerre - qui était souillée aux yeux du gouvernement royaliste par ses associations vénizélistes - de demander son remplacement par la nouvelle Croix de la Vaillance, mais en l'occurrence, très peu ont choisi de le faire. 
La récompense a été largement distribuée pendant les campagnes de 1921-1922 : des premières récompenses en juillet 1921 à la fin de la guerre en août 1922, 40 Croix de Commandeur (39 aux drapeaux régimentaires, dont six en tant que récompenses redoublées, et une au Lieutenant Général Anastasios Papoulas, commandant en chef de l'Armée d'Asie Mineure (en)), 4 528 Croix d'Or et 47 772 Croix d'Argent ont été décernées. Dans certains cas, après des batailles critiques, l'ensemble du personnel de certaines unités a été décoré de la Croix de la Vaillance. Les exploits réalisés pendant la campagne d'Asie mineure ont continué à être récompensés, même après sa fin, en 1923 et 1924, avec 509 Croix d'or (230 en tant que récompenses répétées) et 3 Croix d'argent. Cependant, étant donné la grande rareté des médailles réelles, ainsi que les bouleversements politiques des années 1920, de nombreux simples soldats - contrairement à la plupart des officiers - n'ont probablement jamais reçu leur récompense.
Avec le déclenchement de la guerre italo-grecque, le 28 octobre 1940, la récompense est rétablie par la loi 2646/11-11-1940,. Jusqu'à la chute de la Grèce, aux mains des Allemands, en avril 1941, 240 croix d'or (dont 11 répétées) et 300 croix d'argent sont décernées.
Les récompenses sont maintenues par le gouvernement de l'État grec, pendant l'occupation de l'Axe, avec deux Croix de Commandeur (aux drapeaux de guerre des 6e et 34e régiments d'infanterie), 1 922 Croix d'Or (179 répétées) et 4 635 Croix d'Argent (3 répétées) décernées dans la période 1941-1944, la plupart à titre posthume.
Le gouvernement grec en exil a décerné 96 croix d'or (dont 9 répétées) et 92 croix d'argent à des officiers grecs et à divers officiers alliés. Après la Libération, en octobre 1944, les récompenses se sont poursuivies pour les opérations dans les Balkans et au Moyen-Orient pendant la Seconde Guerre mondiale, avec six Croix de Commandeur (aux drapeaux de guerre de bataillon de la 3e Brigade de montagne grecque, aux drapeaux de guerre de l'Académie de l'Armée hellénique et celui du Bataillon sacré et au roi George II), 1 225 Croix d'Or et 1 382 Croix d'Argent décernées en 1945-1946.
La Croix de la Vaillance continue à être décernée pour des actions pendant la guerre civile grecque et pour la participation grecque à la guerre de Corée, ainsi que pour quelques cas de la Seconde Guerre mondiale, de 1947 à 1955. Au cours de cette période, huit Croix de Commandeur (dont, en 1947, celle du roi Paul et du général et futur Premier Ministre Aléxandros Papágos), 4 548 Croix d'Or (y compris pour les drapeaux de guerre) et 11 072 Croix d'Argent ont été décernées au personnel grec et allié (principalement américain).
Avec l'abolition de la monarchie par la junte militaire grecque, en 1973, le système des distinctions honorifiques du pays est révisé. En avril 1974, le décret-loi 376/1974 est promulgué ; il réglemente les récompenses militaires pour le temps de guerre et le temps de paix.
Elle a créé la médaille de la bravoure (en), une nouvelle récompense destinée exclusivement à récompenser la bravoure sur le champ de bataille, qui se situe au-dessus de la Croix de la Vaillance, mais reprend par ailleurs les dispositions des décrets précédents relatifs à cette dernière, sauf que la médaille doit être décernée uniquement pour la bravoure sur le champ de bataille, et non plus pour le leadership ou le mérite militaire. Les règles relatives à la procédure d'attribution sont laissées à l'appréciation du Président de la République. En 2003, ce décret n'est toujours pas promulgué.

## Conception

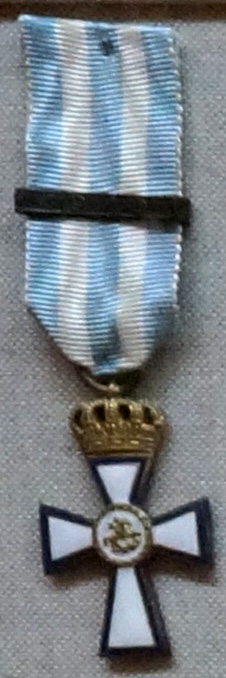
Croix d'or avec la barrette de 1940.

L'arrêté royal du 31 mars 1921 institue la Croix de la Vaillance en trois grades : la Croix du Commandeur (Σταυρός Ταξιάρχη), portée comme insigne sur un pendentif, la Croix d'Or (Χρυσούς Σταυρός) et la Croix d'Argent (Αργυρός Σταυρός), portées comme insignes sur des rubans de poitrine. Aucune limite n'est fixée au nombre de décorations dans chaque grade,. Le décret précise que la Croix de Commandeur ne doit être décernée qu'aux officiers du drapeau et aux drapeaux de guerre ; la Croix d'Or aux officiers supérieurs et subalternes ; et la Croix d'Argent aux adjudants, sous-officiers et simples soldats.
Le dessin de l'insigne est décrit comme une « croix couronnée, portant au milieu de l'avers, dans un cercle de feuilles de laurier étroites, l'image de Saint-Démétrios, tandis qu'au milieu du revers, dans un cercle similaire, elle porte le mot ΑΞΙᾼ (en français : pour la vaillance) ». 
Pour les récompenses de la Seconde Guerre mondiale, une barrette avec 1940 est placée sur le ruban pour la distinguer de la version précédente de 1913. Les récompenses répétées sont désignées par des couronnes d'argent miniatures de 5 millimètres, bien qu'un maximum de trois ait été autorisé à être porté sur le ruban.
La version de 1974 n'est finalisée qu'au début des années 2000, lorsqu'un changement de dessin est décidé : la couronne est remplacée par l'emblème national de la Grèce, et l'image de Saint-Démétrios par celle de la Vierge Marie.

## Sources
: document utilisé comme source pour la rédaction de cet article.
- (el) Orthodoxos Zotiadis, « Αριστείο Ανδρείας » [« Croix de la Vaillance »] [PDF], sur le site army.gr [lien archivé],‎ juillet-août 2003 (consulté le 29 novembre 2020). .
- (en) George J. Beldecos, Hellenic Orders, Decorations and Medals, Athènes, Musée de la guerre hellénique, 1991 (ISBN 960-85054-0-2).

## Source de la traduction
- (en) Cet article est partiellement ou en totalité issu de l’article de Wikipédia en anglais intitulé « Cross of Valour (Greece) » (voir la liste des auteurs).